# Église San Francesco dei Cocchieri
L'église San Francesco dei Cocchieri (Saint-François-des-Cochers) est une église baroque de Naples, située via Maria Longo, en face du côté intérieur de la porte San Gennaro.
Elle est consacrée à saint François et dépend de l'archidiocèse de Naples.

## Histoire et description
L'église est bâtie à l'initiative de la confrérie des cochers, au XVIIe siècle. Elle possède une façade simple, mais intéressante grâce à son portail de piperno du XVIIe siècle surmonté d'un fronton triangulaire brisé par l'édicule comprenant deux petites cloches et coiffé d'un petit fronton semi-circulaire.
En outre, la façade présente à gauche du portail une chapelle votive abritant une statue de saint François à l'Enfant Jésus, toujours fleurie par les habitants du quartier. L'église est insérée dans un immeuble d'habitation.
L'intérieur, qui ne se visite que rarement, ayant été maintes fois cambriolé, est constitué d'une petite salle unique voûtée en berceau avec le fond de la salle servant de chœur. Les murs sont décorés de pilastres ioniques de stuc blanc. Le maître-autel de marbre polychrome est surmonté d'un fronton à la grecque triangulaire soutenu par des consoles, au-dessus d'un tableau de saint François. L'autel de droite possède un tableau représentant la Crucifixion. Une plaque de marbre rappelle le nom des fondateurs avec la date 1628. Après une récente restauration en 2011, l'église a rouvert au culte.